# Parque nacional Alaungdaw Kathapa
El parque nacional Alaungdaw Kathapa posee una superficie de 1.605 kilómetros cuadrados, y es el parque nacional más grande de Birmania (Myanmar). El parque se compone de la Reserva forestal Patolon y la adyacente reserva forestal Taungdwin.
La Reserva Forestal Patolon se estableció originalmente el 21 de julio de 1893 y fue ampliada en 1917. La reserva forestal Taungdwin por su parte se estableció el 1 de diciembre de 1893. En 1941, Taungdwin fue convertido en un santuario de vida silvestre por el gobierno colonial británico, y obtuvo el estatus de un parque nacional en 1984 por disposición del gobierno birmano.